# Funabashi
La ciudad de Funabashi (船橋市 Funabashi-shi?) es una ciudad localizada al oeste de la Prefectura de Chiba, Japón. Fue fundada el 1 de abril de 1937. 
Funabashi se encuentra cercana al centro de Tokio, y es la segunda ciudad con más población de la Prefectura de Chiba, después de la ciudad de Chiba, capital de la prefectura.
Al 1 de diciembre de 2013, la ciudad de Funabashi tenía una población estimada de 615.944 personas y una densidad poblacional de 7.190 personas por km².  La superficie total es de 84,64 km².

## Ciudades hermanadas
- Dinamarca Odense (Dinamarca)
- Estados Unidos Hayward (California, EE. UU.)
- China Xi'an (China)